# Hoehnelogaster
Hoehnelogaster is een geslacht van schimmels behorend tot de familie Paxillaceae. Het geslacht bevat maar een soort, namelijk Hoehnelogaster microsporus.